# Distretto di Zúñiga
Il distretto di Zúñiga è uno dei sedici distretti della provincia di Cañete, in Perù. Si trova nella regione di Lima e si estende su una superficie di 198,01 chilometri quadrati.
Istituito il 13 dicembre 1942, ha per capitale la città di Zúñiga.